# Песковское сельское поселение (Поворинский район)
Песковское сельское поселение — муниципальное образование в Поворинском районе Воронежской области.
Административный центр и единственный населённый пункт — село Пески.

## География
По территории поселения протекает река Хопёр.

## Административное деление
В состав поселения входит один населенный пункт:
- село Пески.